# Cantó de Villers-Bocage (Somme)
El cantó de Villers-Bocage és un cantó francès del departament del Somme, situat al districte d'Amiens. Té 24 municipis i el cap és Villers-Bocage.

## Municipis

- Bavelincourt
- Beaucourt-sur-l'Hallue
- Béhencourt
- Bertangles
- Cardonnette
- Coisy
- Contay
- Flesselles
- Fréchencourt
- Mirvaux
- Molliens-au-Bois
- Montigny-sur-l'Hallue
- Montonvillers
- Pierregot
- Pont-Noyelles
- Querrieu
- Rainneville
- Rubempré
- Saint-Gratien
- Saint-Vaast-en-Chaussée
- Talmas
- Vadencourt
- Vaux-en-Amiénois
- Villers-Bocage

## Història
| Data d'elecció                           | Identitat         | Partit              | Qualitat |
| ---------------------------------------- | ----------------- | ------------------- | -------- |
| 1945-1964                                | Richard Vilbert   | radical             |          |
| 1964-1992                                | Pierre Claisse    | CD, després UDF-CDS |          |
| 1992-                                    | Christian Manable | PS                  |          |
| les dades anteriors no són pas conegudes |                   |                     |          |
|                                          |                   |                     |          |

## Demografia
| A partir de 1990: Població sense dobles comptes |